# Aleksa Glücksburg
Aleksa Glücksburg, gr. Αλεξία Γκλύξμπουργκ (ur. 10 lipca 1965 w Korfu) – córka królowej Anny Marii i greckiego króla Konstantyna II.

## Życiorys
Aleksa jest Greczynką z duńskimi korzeniami. Księżniczka urodziła się na wyspie Korfu. Wyznaje greckie prawosławie.
9 lipca 1999 Aleksa poślubiła architekta Carlosa Moralesa Quintanę. Para ma czworo dzieci:
- Arrietta Morales y de Grecia (ur. 24 lutego 2002)
- Ana María Morales y de Grecia (ur. 15 maja 2003)
- Carlos Morales y de Grecia (ur. 30 lipca 2005)
- Amelia Morales y de Grecia (ur. 26 października 2007)

Aleksa i jej rodzina mieszka w Puerto Calero na wyspie Lanzarote, w domu zaprojektowanym przez męża.

## Genealogia
| Prapradziadkowie             | kr. Hellenów Jerzy I (1845–1913) ∞ 1867 Olga Konstantinowna Romanowa (1851–1926) | cesarz Niemiec Fryderyk III (1831–1881) ∞ 1858 Wiktoria Koburg (1840–1901)      | Ernest August Hanowerski (1845–1923) ∞ 1777 Tyra Glücksburg (1853–1933)                   | cesarz Niemiec Wilhelm II (1859–1941) ∞ 1881 Augusta Wiktoria Holsztyńska (1858–1921)     | kr. Danii Fryderyk VIII (1843–1912) ∞ 1869 Ludwika Bernadotte (1851–1926)                        | w. ks. Meklemburgii-Schwerin Fryderyk Franciszek III (1851–1897) ∞ 1879 Anastazja Michajłowna Romanowa (1860–1922) | kr. Szwecji Gustaw V (1858–1950) ∞ 1881 Wiktoria Badeńska (1862–1930)           | Artur Koburg (1850–1942) ∞ 1879 Ludwika Małgorzata Hohenzollern (1860–1917)     |
| Pradziadkowie                | kr. Hellenów Konstantyn I (1868–1923) ∞ 1889 Zofia Hohenzollern (1870–1932)      | kr. Hellenów Konstantyn I (1868–1923) ∞ 1889 Zofia Hohenzollern (1870–1932)     | ks. Brunszwiku Ernest August (1887–1953) ∞ 1913 Wiktoria Ludwika Hohenzollern (1892–1980) | ks. Brunszwiku Ernest August (1887–1953) ∞ 1913 Wiktoria Ludwika Hohenzollern (1892–1980) | kr. Danii i Islandii Chrystian X (1870–1947) ∞ 1898 Aleksandra Meklemburska-Schwerin (1879–1952) | kr. Danii i Islandii Chrystian X (1870–1947) ∞ 1898 Aleksandra Meklemburska-Schwerin (1879–1952)                   | kr. Szwecji Gustaw VI Adolf (1882–1973) ∞ 1905 Małgorzata Koburg (1882–1920)    | kr. Szwecji Gustaw VI Adolf (1882–1973) ∞ 1905 Małgorzata Koburg (1882–1920)    |
| Dziadkowie                   | kr. Hellenów, Paweł (1901–1964) ∞ 1938 Fryderyka Hanowerska (1917–1981)          | kr. Hellenów, Paweł (1901–1964) ∞ 1938 Fryderyka Hanowerska (1917–1981)         | kr. Hellenów, Paweł (1901–1964) ∞ 1938 Fryderyka Hanowerska (1917–1981)                   | kr. Hellenów, Paweł (1901–1964) ∞ 1938 Fryderyka Hanowerska (1917–1981)                   | kr. Danii, Fryderyk IX (1899–1972) ∞ 1935 Ingryda Bernadotte (1910–2000)                         | kr. Danii, Fryderyk IX (1899–1972) ∞ 1935 Ingryda Bernadotte (1910–2000)                                           | kr. Danii, Fryderyk IX (1899–1972) ∞ 1935 Ingryda Bernadotte (1910–2000)        | kr. Danii, Fryderyk IX (1899–1972) ∞ 1935 Ingryda Bernadotte (1910–2000)        |
| Rodzice                      | kr. Hellenów, Konstantyn II (1940-2023) ∞ 1964 Anna Maria Glücksburg (ur. 1946)  | kr. Hellenów, Konstantyn II (1940-2023) ∞ 1964 Anna Maria Glücksburg (ur. 1946) | kr. Hellenów, Konstantyn II (1940-2023) ∞ 1964 Anna Maria Glücksburg (ur. 1946)           | kr. Hellenów, Konstantyn II (1940-2023) ∞ 1964 Anna Maria Glücksburg (ur. 1946)           | kr. Hellenów, Konstantyn II (1940-2023) ∞ 1964 Anna Maria Glücksburg (ur. 1946)                  | kr. Hellenów, Konstantyn II (1940-2023) ∞ 1964 Anna Maria Glücksburg (ur. 1946)                                    | kr. Hellenów, Konstantyn II (1940-2023) ∞ 1964 Anna Maria Glücksburg (ur. 1946) | kr. Hellenów, Konstantyn II (1940-2023) ∞ 1964 Anna Maria Glücksburg (ur. 1946) |
| Aleksa Glücksburg (ur. 1965) |                                                                                  |                                                                                 |                                                                                           |                                                                                           |                                                                                                  | |                                                                                 |                                                                                 |